# Whitehorse City
Koordinaten: 37° 49′ S, 145° 11′ O

Whitehorse City ist ein lokales Verwaltungsgebiet (LGA) im australischen Bundesstaat Victoria. Whitehorse gehört zur Metropole Melbourne, der Hauptstadt Victorias. Das Gebiet ist 64 km² groß und hat etwa 160.000 Einwohner.
Whitehorse liegt 14 bis 24 km östlich des Stadtzentrums von Melbourne und enthält 16 Stadtteile: Blackburn, Blackburn North, Blackburn South, Box Hill, Box Hill North, Box Hill South, Burwood, Burwood East, Forest Hill, Mitcham, Mont Albert, Mont Albert North, Nunawading, Vermont, Vermont South und Teile von Surrey Hills. Der Sitz des City Councils befindet sich in Nunawading im Norden der LGA.
Whitehorse ist vor allem ein Wohngebiet mit über 350 Parks und Grünanlagen. Daneben gibt es vorwiegend Einzelhandel in dem Gebiet.
Der berühmte Bankräuber Ronnie Biggs war in den 1970er Jahren einige Zeit im Stadtteil Blackburn North untergetaucht, bevor er nach Brasilien floh.
Michael Balzary, besser bekannt als „Flea“ von den Red Hot Chili Peppers, wurde im Stadtteil Burwood geboren.
In Whitehorse befinden sich die Global Television Studios, in denen die international bekannte Seifenoper Neighbours gedreht wird.

## Verwaltung
Der Whitehorse City Council hat zehn Mitglieder, die von den Bewohnern der fünf Wards gewählt werden (je zwei Councillor pro Ward). Diese fünf Bezirke (Elgar, Riversdale, Central, Springfield und Morack) sind unabhängig von den Stadtteilen festgelegt. Aus dem Kreis der Councillor rekrutiert sich auch der Mayor (Bürgermeister) des Councils.